# Lake Aviemore
Der Lake Aviemore Maori Mahi Tikumu ist ein Stausee in der Region Canterbury auf der Südinsel von Neuseeland. Er ist einer von sieben Stauseen des Waitaki Hydro Scheme (Wasserkraft Projekt), das über ein Wassereinzugsgebiet von knapp 97 km2 verfügt.

## Geographie
Der 28,8 km2 große Stausee befindet sich 75 km südwestlich von Timaru und 72 km nordwestlich von Oamaru zwischen den Stauseen Lake Benmore im Nordwesten und Lake Waitaki im Südosten. Der See verfügt über eine Länge von rund 17 km und variiert seine Breite zwischen 150 m und 4,7 km an seiner breitesten Stelle. Sein Umfang beträgt inklusive seines Zulaufs rund 40 km. Seine Seehöhe wird mit 269 m angegeben, wobei das Stauziel des Stausees zwischen 265,5 m – 268,3 m beträgt.
Der Lake Aviemore ist Teil der Grenze zwischen dem Waimate District und dem Waitaki District und war traditionell auch Grenze zwischen den Regionen Canterbury und Otago, die jedoch nach Süden verlegt wurden, so dass der Stausee, wie auch der ganze nordwestliche Teil des Waitaki Districts, nun zu Region Canterbury gehört.
Zu erreichen ist der Stausee über den New Zealand State Highway 83, der an der Südwestseite des Sees entlang führt und die Siedlung Otematata passiert.

## Geschichte
Das Staudammprojekt zur Aufstauung des Sees begann im Jahr 1962. Doch schon Ende der 1950er Jahr wurde die Siedlung Otematata, die in der Sprache der Māori „Ort eines guten Flintsteins“ bedeutet, errichtet, die sich heute noch an dem schmalen Teil auf der Südwestseite des Sees befindet. Sie wurde für die Arbeiter der Baustellen der Staudämme des Lake Aviemore und Lake Benmore errichtet und gab zur Spitzenzeit im Jahr 1963 über 4000 Einwohnern ein Zuhause. Später wurden viele Häuser als Urlaubsunterkünfte verkauft.

## Absperrbauwerk
Der 1968 fertiggestellte 58 m hohe Staudamm ist der jüngste der drei bis zum Waitaki River aufeinanderfolgende Staudämme. Das Absperrbauwerk besteht aus einer mit Erdmaterial und Beton errichteten Gewichtsstaumauer. Die Errichtung des Absperrbauwerks als Staudamm und Staumauer wurde gewählt, da auf der südwestlichen Flussseite die Verwerfung der Waitangi Fault das Staumauerbauwerk kreuzt. Die Betonstaumauer konnte auf solidem Fels gegründet werden, während der Erddamm auf der Verwerfung errichtet wurde.

## Tourismus
Im Lake Aviemore kann ganzjährig auf Forellen und von November bis April auf Lachse geangelt werden. Es gibt einen Campingplatz am Zufluss des Sees, zwei am nördlichen Seeufer und einen zwischen dem Damm und Lake Waitaki. Am Wochenende des Labour Day findet das Bootsrennen Aviemore Classic Trailer yacht race statt und im Januar Meisterschaften im Windsurfen.

## Sehenswürdigkeiten
Flussauf befindet sich der Felsen „Parsons Rock“, benannt nach Reverend J.C. Andrew („The Parson“), der hier für gewöhnlich am Weihnachtstag predigte. Es gibt Legenden, dass im Wharekuri-Hotel gestohlenes Gold nahe Parsons Rock versteckt sein soll. Die Verdächtigen wurden verhaftet, aber das fehlende Gold tauchte nie wieder auf.

## Fotogalerie

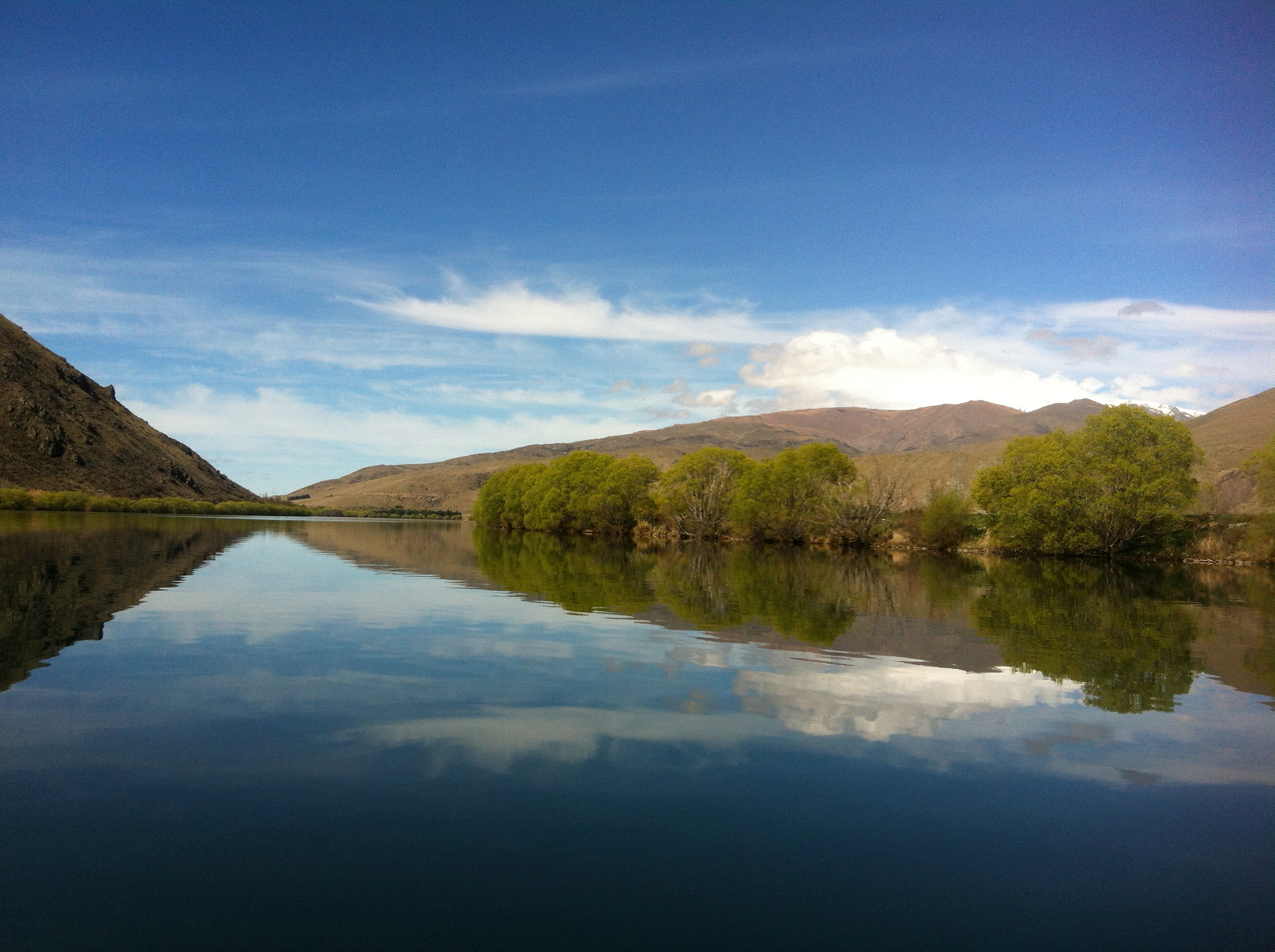
Blick nach Südosten über den schmalen Teil des Stausees
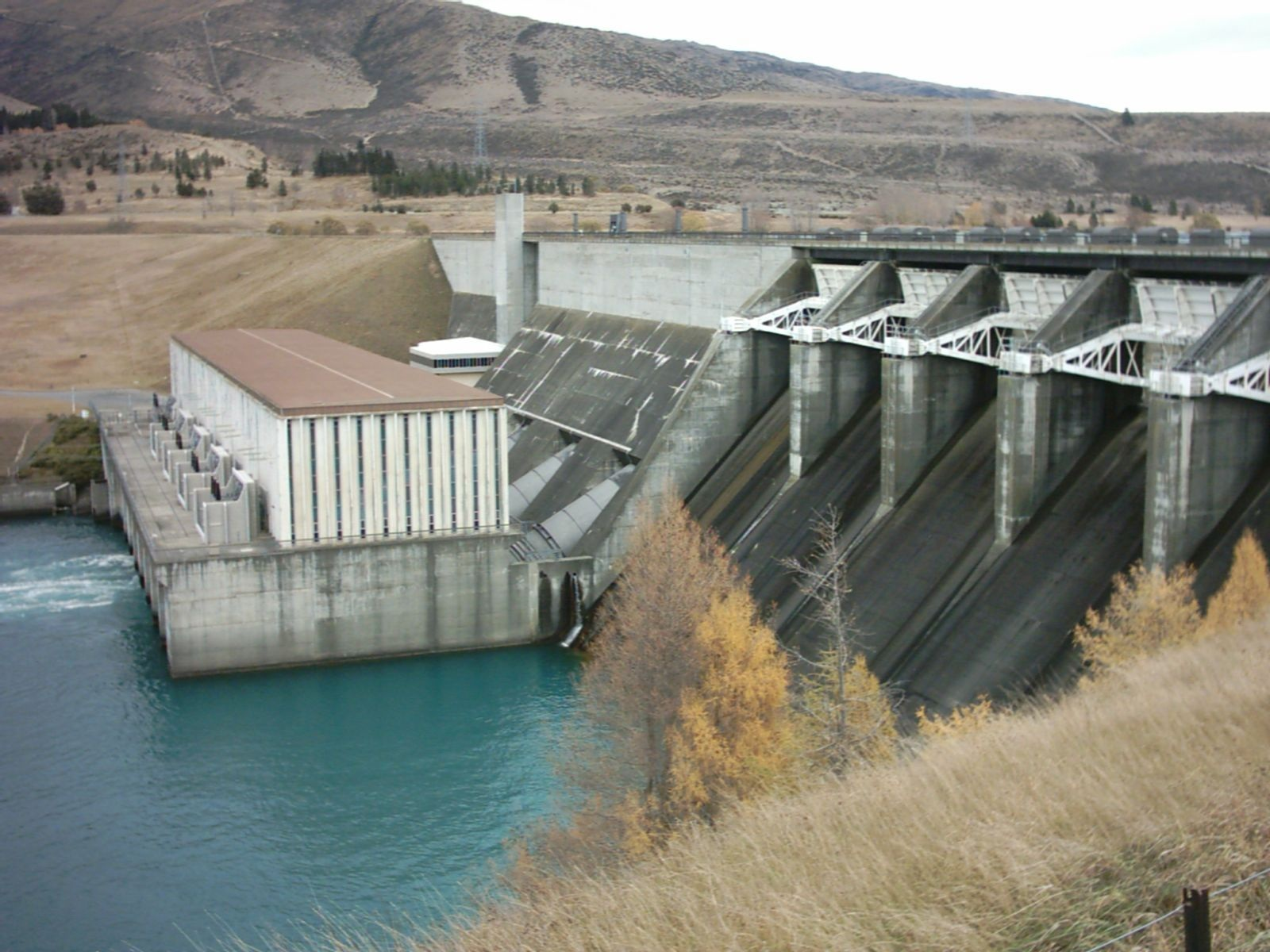
Staudamm mit Kraftwerk
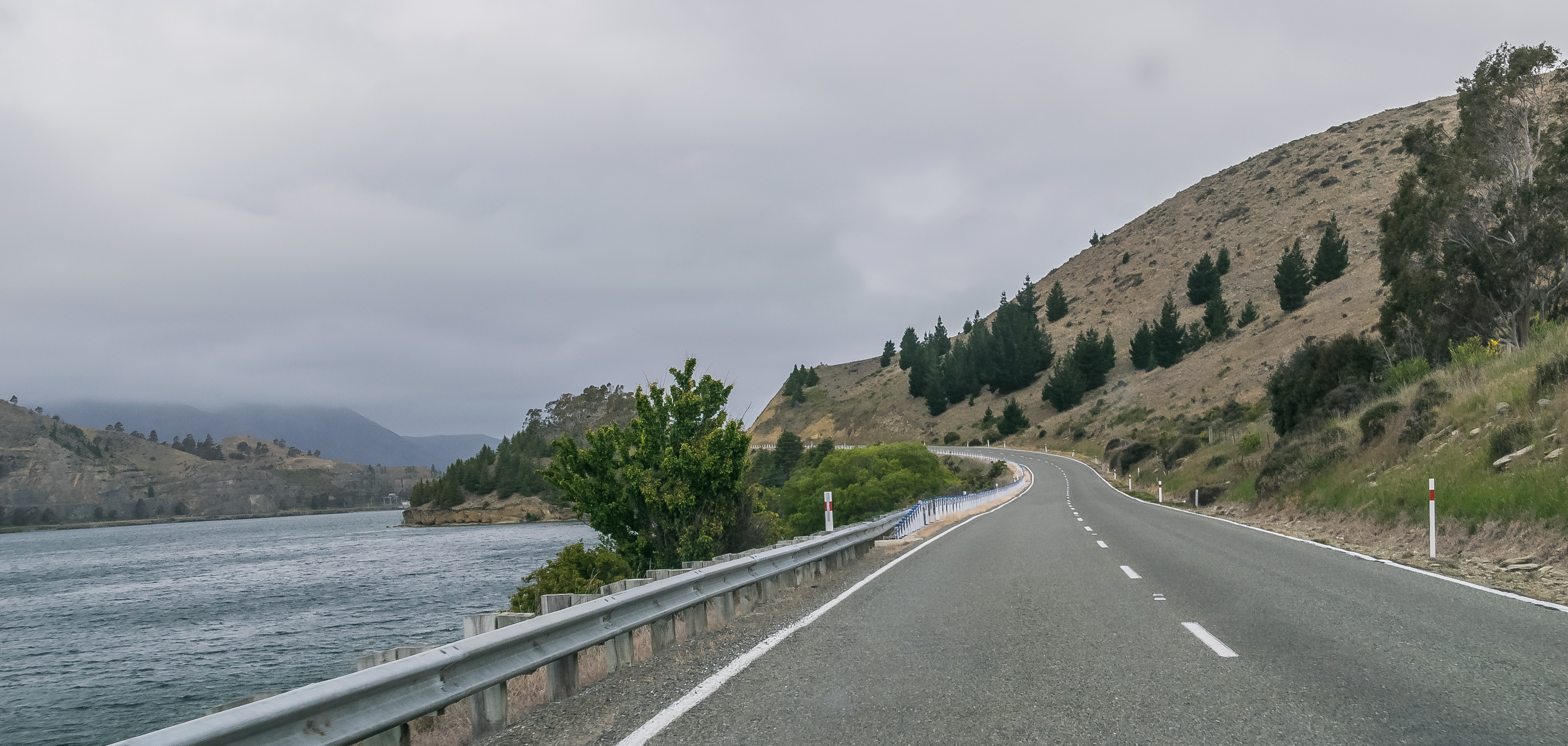
New Zealand State Highway 83 mit dem See